# Спас-Суходрев
Спас-Суходрев— деревня в Малоярославецком муниципальном районе Калужской области. Входит в состав сельского поселения «Деревня Ерденево».
Назван в честь Спасского погоста и реки Суходрев.

## География
Рядом Козлово, Степичево.

## История
В правление Екатерины II при прокладке дороги из Москвы в Калугу императрица велела построить селе деревянный храм с колокольней, который был приписан к храму Иоанна Богослова в селе Федоровское. Храм впоследствии сгорел. 
В 1782 году — погост и писцовая земля церкви Спаса Преображения Господня на суходоле.
В 1871 году прихожанами и помещиком Трухановым был построен каменный храм,  с главным престолом  в честь Преображения господня. При храме действовала церковно-приходская школа, в  1904 году для нее было построено двухэтажное кирпичное здание, в котором сейчас располагается общеобразовательная школа. 
В конце 30-х годов  была разрушена церковная ограда и сброшена часть колоколов, а перед началом войны в 1941 г. храм был закрыт. 
В 1946 году храм был вновь открыт и остается действующим до настоящего времени.

## Население
| 2002 | 2010 |
| ---- | ---- |
| 6    | →6   |